# Brandschutzehrenzeichen des Landes Sachsen-Anhalt
Das Brandschutzehrenzeichen des Landes Sachsen-Anhalt wurde in Anerkennung und Würdigung von Verdiensten um den Brandschutz im Land Sachsen-Anhalt verliehen. Es wurde 1993 gestiftet und wurde vom im Juli 2005 gestifteten Brandschutz- und Katastrophenschutz-Ehrenzeichen des Landes Sachsen-Anhalt abgelöst. Das neue Ehrenzeichen wurde gestiftet damit auch Mitglieder anderer Katastrophenschutzeinrichtungen für Verdienste um den Brand- oder Katastrophenschutz ausgezeichnet werden können.
Das Brandschutzehrenzeichen wurde in drei Stufen verliehen werden:
- Silbernes Ehrenzeichen am Bande
- Goldenes Ehrenzeichen am Bande
- Goldenes Ehrenzeichen als Steckkreuz